# Cabanac e Vilagrans
Cabanac e Vilagrans (en francès Cabanac-et-Villagrains) és un municipi francès situat al departament de la Gironda i a la regió de la Nova Aquitània.

## Demografia
| 1962                                       | 1968 | 1975 | 1982 | 1990  | 1999  | 2007  |
| ------------------------------------------ | ---- | ---- | ---- | ----- | ----- | ----- |
| 825                                        | 895  | 808  | 930  | 1.123 | 1.437 | 2.051 |
| Des de 1962: població sense dobles comptes |      |      |      |       |       |       |

## Administració
| Període | Identitat           | Partit |
| ------- | ------------------- | ------ |
| 2001-   | Céline Lirbaut-Jany |        |